# Teissiera polypofera
Teissiera polypofera is een hydroïdpoliep uit de familie Teissieridae. De poliep komt uit het geslacht Teissiera. Teissiera polypofera werd in 1991 voor het eerst wetenschappelijk beschreven door Xu, Huang & Chen. 